# Nils Frahm

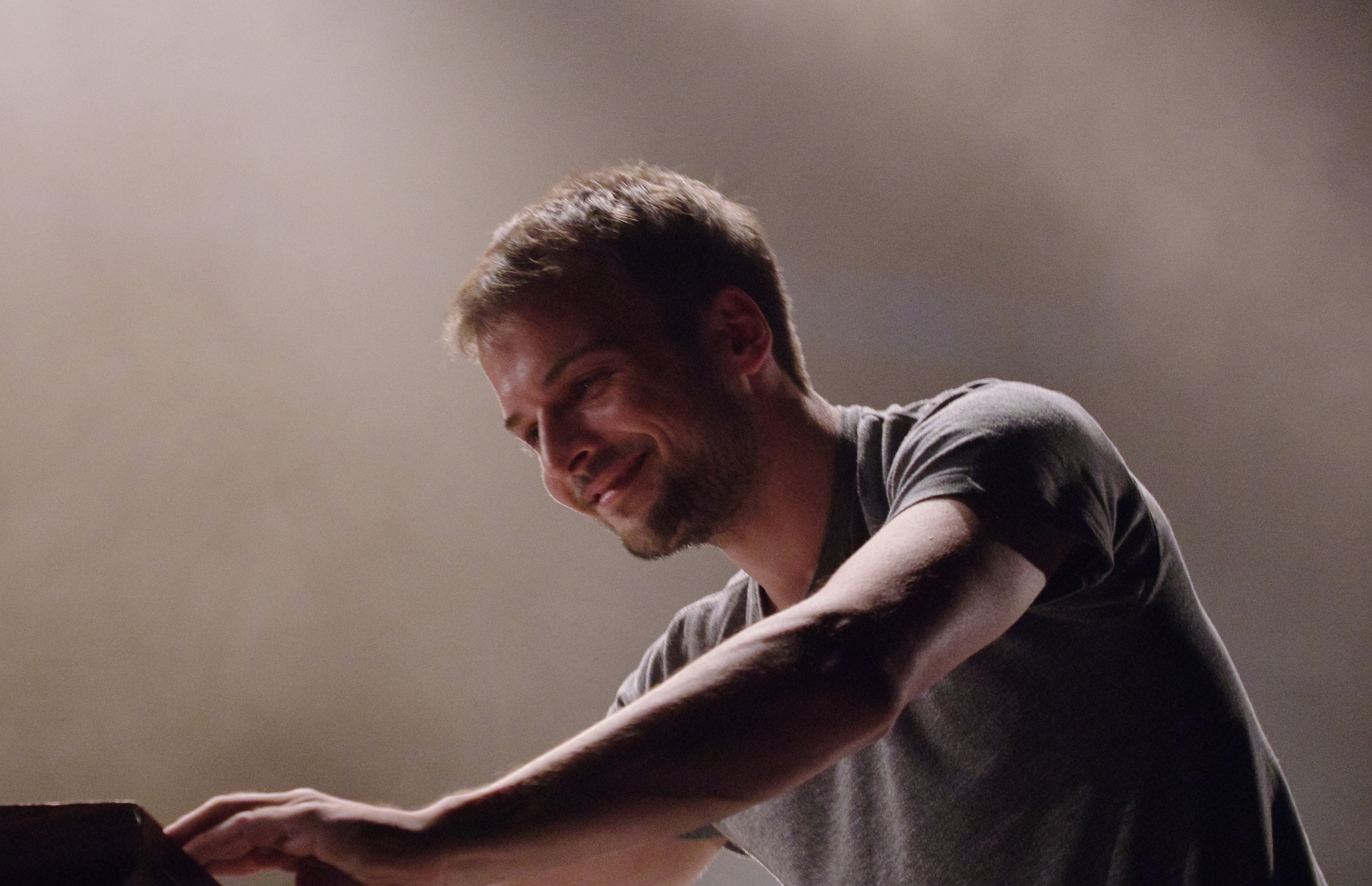
Nils Frahm beim Traumzeit-Festival 2014 in Duisburg

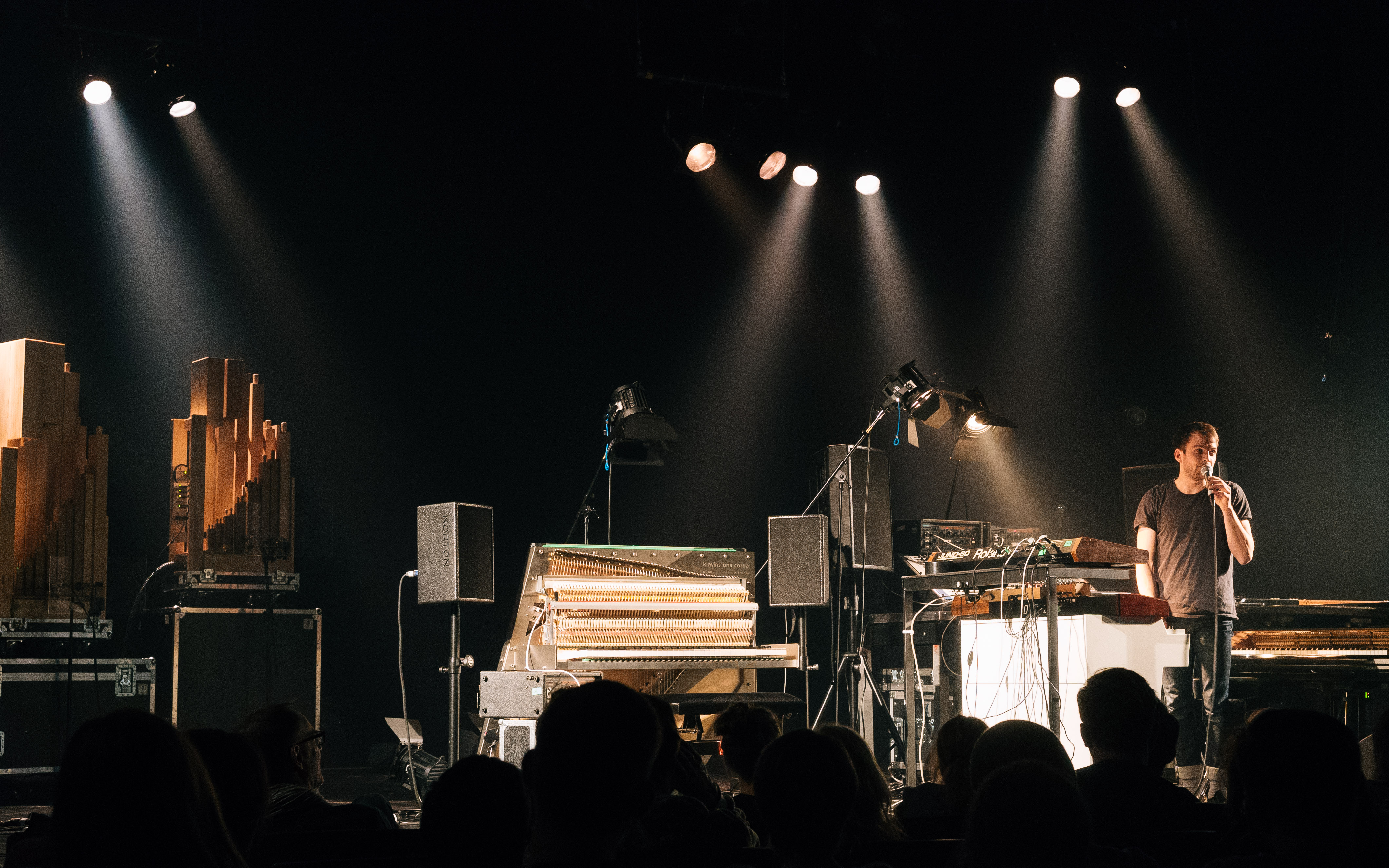
Instrumentensetup am 28. April 2015 in der Volksbühne

Nils Oliver Frahm (* 20. September 1982 in Hamburg) ist ein deutscher Pianist und Komponist. Bekannt wurde er durch die Kombination von Elementen der Neo-Klassik mit minimalistischen Elektroklängen sowie seine unkonventionelle Herangehensweise. Als Solokünstler arbeitet er zusammen mit mehreren Musikern, wie Ólafur Arnalds, F.S. Blumm und Woodkid. Nils Frahm lebt und arbeitet in Berlin.

## Leben und Werk
Frahm bekam eine frühe Einführung in die Musik, in der er sich mit Werken klassischer und zeitgenössischen Komponisten beschäftigte. Bereits während seiner Kindheit erhielt er Klavierunterricht von Nahum Brodski (* 1919), einem Schüler von Alexander Borissowitsch Goldenweiser und Grigori Romanowitsch Ginsburg.
Heute ist Frahm als Komponist und Produzent in seinem in Berlin gegründeten Studio Durton tätig. Bei seinen Auftritten verwendet Frahm unter anderem neben dem Piano ein Fender Rhodes, einen Minimoog, einen Juno-Synthesizer sowie eine Glasharmonika, wobei er auch Samplings und Loops seiner Musik mit einem Sequenzer erzeugt.
Nach der Veröffentlichung der Solopianowerke Wintermusik (2009) und The Bells (2009), erschien 2011 das Album Felt. Darauf folgte die Solosynthesizer-EP Juno sowie Screws (2012). 2013 erschien Juno Reworked, mit den Beiträgen von Luke Abbott und Clark. 2013 erschien Spaces. Im selben Jahr veröffentlichte Frahm auch seinen ersten Notenband mit dem Titel Sheets Eins.
2015 rief Nils Frahm den Piano Day ins Leben. Die weltweite Feier des Klaviers und der Klaviermusik wird am 88. Tag des Jahres – entsprechend den 88 Klaviertasten – gefeiert. Das Ziel dabei ist, eine Plattform für klavierbezogene Projekte zu schaffen, um die Weiterentwicklung der musikalischen Dimensionen des Klaviers zu fördern und die Freude am Klavierspielen zu teilen. Das erste von Piano Day initiierte Projekt 2015 war der Bau des größten Klaviers der Welt – das Modell 450 des Klavierbauers David Klavins. Im Unterschied zum horizontal gebauten klassischen Konzertflügel wird das 4,50 Meter große M450 vertikal über zwei Stockwerke aufgebaut und wiegt fast eine Tonne.
Im August 2015 fand die langjährige Zusammenarbeit Nils Frahms mit dem isländischen Produzenten Ólafur Arnalds mit der Erscheinung von Collaborative Works einen Höhepunkt, das die zwischen 2012 und 2015 entstandenen EPs Loon, Life Story Love and Glory und Stare sowie die Stücke aus der improvisierten Audioaufnahme des 46-minütigen Studio-Films Trance Frendz versammeln. Ebenfalls im August 2015 stellte er bei den BBC Proms sein Stück Says vor.
Im selben Jahr veröffentlichte Frahm die Musik für den Spielfilm Victoria (Regisseur: Sebastian Schipper). Beim Deutschen Filmpreis erhielt Music for the Motion Picture Victoria den Preis für die beste Filmmusik. 2016 musizierte Nils Frahm mit Yoann Lemoine alias Woodkid und schuf den Soundtrack für den Kurzfilm Ellis (Regisseur JR). Der Film erzählt die Geschichte eines Flüchtlings auf dem Weg in eine angstfreie Zukunft, eine neue Heimat, vorgetragen von Robert De Niro.
Aus den gemeinsamen Klangexperimenten Frahms mit seinen Kindheitsfreunden Frederic Gmeiner und Sebastian Singwald ging die Band Nonkeen hervor, die 2016 zwei Alben veröffentlichte, The Gamble und The Oddments of the Gamble. 2024 folgte mit All good? ein drittes.
2016 erschien mit Sheets Zwei sein zweiter Notenband, und 2021 mit Sheets Drei der dritte.
Im Jahr 2022 erschien nach zweijähriger Arbeit sein neues Album Music for Animals, in welchem er seinem Stil treubleibend eine musikalische Symbiose von Synthesizerklängen und klassischer Pianomusik erschaffen hat.

## Diskografie

### Soloaufnahmen
- 2005: Streichelfisch (AtelierMusik)
- 2006: My First EP (AtelierMusik)
- 2008: Electric Piano (AtelierMusik)
- 2009: Wintermusik (Erased Tapes Records, EP)
- 2010: The Bells (Kning Disk, LP)
- 2010: Unter/Über (Erased Tapes Records, EP)
- 2011: Felt (Erased Tapes Records)
- 2011: Juno (Erased Tapes Records, EP)
- 2012: Screws (Erased Tapes Records)
- 2013: Spaces (Erased Tapes Records)
- 2015: solo (Erased Tapes Records)
- 2016: Solo Remains (Erased Tapes Records)
- 2018: All Melody (Erased Tapes Records)
- 2018: Encores 1 (Erased Tapes Records, EP)
- 2019: Encores 2 (Erased Tapes Records, EP)
- 2019: Encores 3 (Erased Tapes Records, EP)
- 2020: Empty (Erased Tapes Records)
- 2020: Tripping with Nils Frahm (Erased Tapes Records)
- 2021: Graz (Erased Tapes Records)
- 2021: Old Friends New Friends (Leiter Verlag)
- 2022: Music for Animals (Leiter Verlag)
- 2024: Day (Leiter Verlag)
- 2025: Night and Day (Leiter Verlag)

### Aufnahmen mit anderen Musikern
- 2008: Library Tapes / Nils Frahm (mit Library Tapes, Sonic Pieces)
- 2009: Dauw (Split) (mit Maschinenfabrik, Dekorder)
- 2010: Music for Lovers, Music Versus Time (mit F.S. Blumm, Sonic Pieces)
- 2011: 7Fingers (mit Anne Müller, HUSH)
- 2011: Wonders (als Oliveray mit Peter Broderick, Erased Tapes Records)
- 2011: Westeynde (Seeljocht) (mit Heather Woods Broderick, Erased Tapes Records)
- 2012: Stare (Ólafur Arnalds, Erased Tapes Records)
- 2013: Music for Wobbling Music Versus Gravity (mit F.S. Blumm, Sonic Pieces)
- 2013: Juno Reworked (mit Luke Abbott, Clark, Erased Tapes Records)
- 2015: Life Story Love and Glory (mit Ólafur Arnalds, Erased Tapes Records)
- 2015: Loon (mit Ólafur Arnalds, Erased Tapes Records)
- 2015: Collaborative Works (2 CDs, mit Ólafur Arnalds, Erased Tapes Records)
- 2016: The Gamble und  Oddments of the Gamble (mit Frederic Gmeiner und Sebastian Singwald als Nonkeen, R&S records)
- 2016: Trance Frendz (mit Ólafur Arnalds, Erased Tapes Records)
- 2021: 2X1=4 (mit F.S. Blumm)
- 2024: All good?  (mit Frederic Gmeiner und Sebastian Singwald als Nonkeen, LEITER Verlag)

### Filmmusik
- 2013: Nashorn im Galopp (Kurzfilm von Stephan Müller und Erik Schmitt)
- 2015: Victoria (Spielfilm von Sebastian Schipper)
- 2015: Ellis (mit Woodkid, Erased Tapes Records)
- 2018: Tatort – Tiere der Großstadt
- 2019: Ad Astra – Zu den Sternen (Additional Music for Original Motion Picture Soundtrack; mit Max Richter, Lorne Balfe)